# Baltazar Ludwik Tralles
Baltazar Ludwik Tralles, niem. Balthasar Ludwig Tralles (ur.  1 marca 1708 we Wrocławiu – zm. 7 lutego 1797 tamże) – wrocławski lekarz i uczony, poeta.
Dziadkiem Baltazara był wrocławski lekarz Christian Tralles (zm.  w 1698 w Warszawie), będący pod koniec życia jednym z lekarzy nadwornych elektora saskiego i króla Polski Fryderyka Augusta I.  Po ukończeniu gimnazjum świętej Elżbiety młody Tralles, wykazujący zainteresowania humanistyczne, zwłaszcza literaturą antyczną, podjął w 1727 na życzenie ojca, wrocławskiego kupca, studia medyczne na uniwersytecie w Lipsku.  W trakcie studiów zainteresował się biologią, matematyką, fizyką i filozofią.  Od 1729 kontynuował studia  w Lejdzie, a później w Halle, gdzie w 1731 uzyskał doktorat z medycyny i chirurgii. 
Po powrocie do Wrocławia dwudziestoczteroletni lekarz miał trudności z rozpoczęciem praktyki z powodu dużej konkurencji. W 1734 udało mu się uzyskać w Dreźnie posadę asystenta lekarza umierającego 
Augusta Christopha von Wackerbartha. Po śmierci feldmarszałka Tralles otrzymał propozycję pracy jako lekarz na drezdeńskim dworze.  Nie przyjął jej jednak z powodów wyznaniowych, był ewangelikiem.  Sprawa ta była w środowisku dworskim i lekarskim szeroko komentowana i przyniosła młodemu lekarzowi rozgłos.  W tym czasie Tralles wydał swoją pierwszą rozprawę medyczną  Exercitatio medica, quae virtus comphorae refrigerans ac internis corporis humani incendiis restringendis aptissime ediseritur etc. (o kamforze).
Kariera lekarska i naukowa Trallesa rozwinęła się szybko. W 1741 został pierwszym asesorem we wrocławskim Collegium Medicum.  Został zauważony i doceniony przez jednego z ówczesnych luminarzy medycyny Albrechta von Hallera, któremu w podzięce za wsparcie zadedykował wydany w 1750 r. poemat dydaktyczno-opisowy o Sudetach Versuch eines Gedichts uber das Schlesische Riesengeburge. Tralles był ceniony na europejskich dworach jako lekarz, a jego prace (o kamoforze, o opium, o leczeniu cholery) stały się uznanymi pozycjami literatury medycznej. W 1758 r. wyleczył z ciężkiego zapalenia płuc przebywającego we Wrocławiu podczas III wojny śląskiej brata świeżego władcy Śląska króla Fryderyka Wielkiego, księcia Augusta Ferdynanda. W 1762 r. nie przyjął propozycji  Stanisława Leszczyńskiego, który zapragnął mieć go jako lekarza osobistego. W latach 1765–1767 przebywał  w Warszawie jako lekarz na dworze Stanisława Augusta. Królowi dedykował napisaną w 1767 r. pracę Vera Patrem Patriae ... . (Rady zdrowotne wrocławskiego lekarza dla króla polskiego) będącą zbiorem zaleceń higienicznych dla Warszawy, zachwalając we wstępie zalety króla.  Był konsultantem medycznym cesarzowej Marii Teresy i Fryderyka Wielkiego. Zaproszono go do  członkostwa Akademii w Wiedniu i  Monachium.
Pod koniec życia powrócił do swoich zainteresowań filozoficznych.  Wydał pracę na temat istnienia i niematerialności duszy.  W wieku 80 lat zrezygnował w ogóle z praktyki lekarskiej udzielając się tylko jako konsultant. Pozostawił około 50 prac. Oprócz ściśle medycznych, również z zakresu pogranicza filozofii i medycyny, teologicznych oraz poetyckich. Zmarł 7 lutego 1797 r. w wieku 89 lat.